# Jacques Édouard Reverchon
Pour les articles homonymes, voir Reverchon.
Jacques Édouard Reverchon est un homme politique français né le 6 mars 1802 à Marcigny (Saône-et-Loire) et décédé le 4 janvier 1854 à Marcigny.

## Biographie
Petit-fils de Jacques Reverchon, conventionnel, il est capitaine de la garde nationale en 1830, maire de Marcigny en 1834, conseiller général du canton de Marcigny de 1842 à 1852, il est député de Saône-et-Loire de 1848 à 1849, siégeant à gauche.

## Sources
- « Jacques Édouard Reverchon », dans Adolphe Robert et Gaston Cougny, Dictionnaire des parlementaires français, Edgar Bourloton, 1889-1891 [détail de l’édition]